# Nastratin Hogea

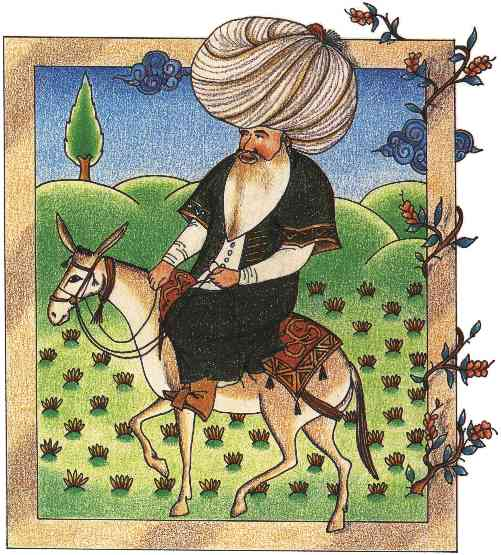
O ilustrare a lui Nastratin

Nastratin Hogea (turcă Nasreddin Hoca; persană ملا نصرالدین; arabă جحا, Joĥa, نصرالدين, însemnând „Victoria credinței”; albaneză Nostradin Hoxha sau numai Nostradini; azeră Molla Nəsrəddin; bosniacă Nasrudin hodža; uzbecă Nasriddin Afandi sau numai Afandi) este o figură satirică care a trăit în Evul Mediu (în jurul secolului al XIII-lea ), în Akşehir, și mai apoi în Konya, sub conducerea dinastiei Selgiucizilor. Nastratin a fost un învățat și filosof care sprijinea oamenii de rând în defavoarea elitelor, cunoscut pentru povestirile sale amuzante și pentru anecdote.
1996–1997 a fost declarat Anul Internațional Nastratin Hogea de către UNESCO.
Numele său este de obicei precedat de titluri ca „Hogea”, „Mullah” sau „Efendi” (vezi secțiunea „Variante de nume”).

## Originea și moștenirea lui Nastratin

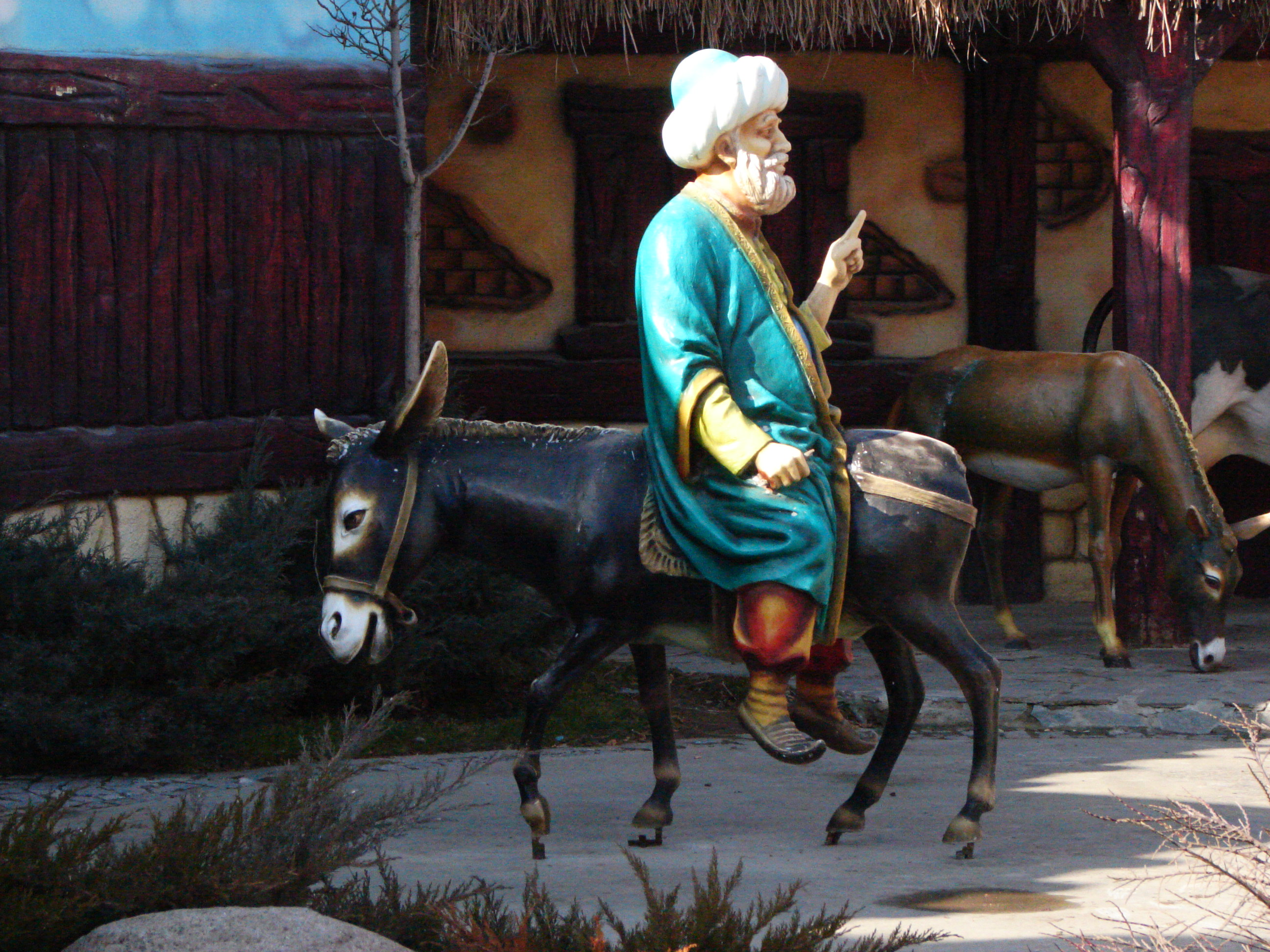
Călare invers pe măgar

Nastratin a trăit în Anatolia, Turcia, născut fiind în satul Hortu din Sivrihisar, Eskişehir în secolul al XIII-lea. S-a stabilit în Akşehir, iar mai apoi în Konya unde a și murit.
Festivalul Internațional „Nastratin Hogea” se desfășoară în fiecare an în Akşehir între 5 și 10 iulie.
De-a lungul generațiilor, noi povestiri au fost adăugate, altele modificate, iar personajul și poveștile sale s-au răspândit și în alte regiuni. Temele povestirilor au devenit parte a folclorului multor țări și exprimă imaginația colectivă a mai multor culturi. Deși multe dintre povestiri îl ilustrează pe Nastratin în satul său natal, ele fac referire la concepte care au o oarecare atemporalitate. Acestea înfățișează un tip de înțelepciune populară viguroasă care triumfă în fața tuturor încercărilor.
În zilele de astăzi, poveștile lui Nastratin sunt răspândite în numeroase regiuni și au fost traduse în multe limbi. Unele regiuni și-au dezvoltat independent un personaj similar lui Nastratin, iar povestirile au devenit parte dintr-un ansamblu mai larg. În multe regiuni, Nastratin reprezintă o figură importantă a culturii, iar citatele sau trimiterile la operele sale sunt foarte prezente în viața de zi cu zi. Din moment ce există mii de povestiri cu Nastratin Hogea, se poate găsi una pentru aproape orice circumstanță. Nastratin apare adesea ca un personaj cu un umor ciudat în folclorul mai multor culturi: albanezi, arabi, azeri, bengalezi, bosniaci, bulgari, greci, hinduși, italieni, pașto, perși, români, sârbi, turci și urdu.

## Uzbecul Nasriddin Afandi
Pentru uzbeci, Nastratin este al lor. La adunări, la întrunirile familiale sau petreceri se spun povestiri despre el, numite latifa ale lui afandi. Există cel puțin două culegeri de povestiri legate de Nasriddin Afandi:
- Afandining qirq bir passhasi [Cele 40 de muște ale lui Afandi]. Zohir A'lam, Tașkent.
- Afandining besh xotini [Cele 5 neveste ale lui Afandi]

În Uzbekistan a fost produs și un film intitulat Nasriddin Buxoroda (Nastratin în Buhara).

## Variante de nume
Numele lui Nastratin mai este scris și: Nasreddin, Nasrudin, Nasr ud-Din, Nasredin, Naseeruddin, Nasruddin, Nasr Eddin, Nastradhin, Nasreddine, Nusrettin, Nasrettin, Nostradin sau Nastradin (lit.: Nasr („Victorie”) a Deen („Religiei”)).
În cultura swahili, multe dintre povestiri sunt prezente sub numele de Abunuwasi, deși aceasta face ca Nastratin sa fie confundat cu o persoană cu totul diferită — poetul abbasid Abu Nuwas.
Numele său este uneori însoțit de titlul de înțelept provenit din anumite culturi: Hoxha, Khwaje, Hodja, Hojja, Hodscha, Hodža, Hoca, Hogea, Hodza.

## Juha
În țările vorbitoare de arabă, există un personaj similar, numit Juha (variante: Guha, Djoha, Djuha, Dschuha sau în grafia unor limbi europene: Giufà, Chotzas), care începând cu secolul al XIX-lea începe să fie confundat cu Nastratin Hogea. Un personaj identic apare și în folclorul iranian, sub numele de: Mullah, Mulla, Molla, Maulana, Efendi, Ependi, Hajji. Toate aceste personaje au un omolog și în folclorul românesc: Păcală.

## În limba română
- Năzdrăvăniile lui Nastratin Hogea de Anton Pann
- Nastratin Hogea la Isarlâk de Ion Barbu
- Minunata istorie a lui Nastratin Hogea de Leonid Soloviev (traducere de Magda Isanos)
- „Haina mai mult e privită decât persoana cinstită”, din cadrul volumului Năzdrăvăniile lui Nastratin Hogea de Anton Pann recitată de Florian Pittiș, din trupa Pasărea Colibri sub numele Nastratin Hogea
- Peripețiile lui Juha năzdrăvanul. Selecție, traducere din limba arabă și note de Gabriel Bițună. Postfață, Juha și istoria sa, de George Grigore. Ilustrații de Radu Răileanu. Iași: Polirom, 2012.
- "Calea lui Nastratin", studiu monografic de Iulian Dămăcuș, Cluj-Napoca Star, 2020.